# 화이트랜드 (인디애나주)

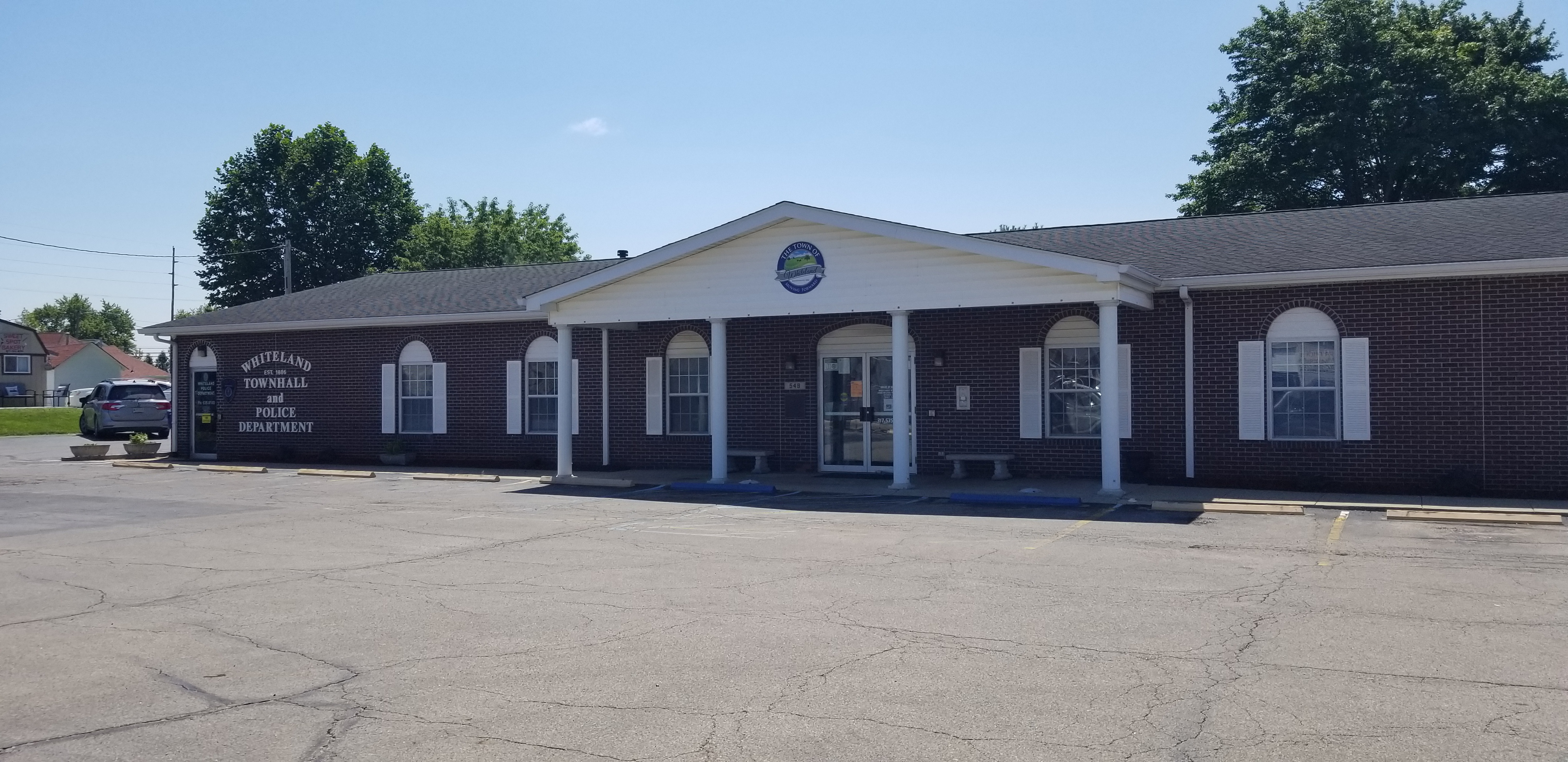

화이트랜드(Whiteland)는 미국 인디애나주 존슨군의 도시이다. 이 지역의 인구수는 2010년 미국 인구조사에 따르면 총 4,169명이다.

## 역사
화이트랜드는 1863년 조엘 B. 화이트 등에 의해 구획되었다.

## 기후
이 지역의 기후는 여름에 따뜻하고 습기가 있으며 겨울에는 보통 온화하고 시원한 편이다. 쾨펜의 기후 구분에 따르면 화이트랜드는 온난 습윤 기후(Cfa)를 보인다.

## 인구
| 인구조사              | 인구  | Note  | %±     |
| --------------------- | ----- | ----- | ------ |
| 1880년                | 230   |       | —      |
| 1890년                | 212   |       | −7.8%  |
| 1900년                | 334   |       | 57.5%  |
| 1910년                | 343   |       | 2.7%   |
| 1920년                | 388   |       | 13.1%  |
| 1930년                | 419   |       | 8.0%   |
| 1940년                | 403   |       | −3.8%  |
| 1950년                | 465   |       | 15.4%  |
| 1960년                | 1,368 |       | 194.2% |
| 1970년                | 1,492 |       | 9.1%   |
| 1980년                | 1,956 |       | 31.1%  |
| 1990년                | 2,446 |       | 25.1%  |
| 2000년                | 3,958 |       | 61.8%  |
| 2010년                | 4,169 |       | 5.3%   |
| 2019 (추산)           | 4,532 | [ 3 ] | 8.7%   |
| U.S. Decennial Census |       |       |        |